# Hombori Tondo
L'Hombori Tondo è una montagna del Mali, situata nella Regione di Mopti, vicino alla città di Hombori. Con la sua altitudine di 1155 metri s.l.m., rappresenta il punto più elevato del territorio del Mali.